# プライムニュースあきた
『プライムニュースあきた』は、秋田テレビで2018年4月2日から2019年3月31日まで放送されていた夕方の秋田県向けローカルワイドニュース番組。

## 番組概要
キー局・フジテレビが『プライムニュース イブニング』をスタートさせることに伴い、『AKT みんなのニュース』を改題。タイトル・フォーマットのみの変更で出演者は続投した。初代キャスターの佐藤・加藤は前身番組から引き継がれスタートした。18:50からの東京発の任意ネット枠は木曜日以外に放送（木曜日は県の広報番組「あきたびじょんNEXT」放送のため）。
番組コンセプトは『プライムニュース イブニング』に則り「秋田の明日が見える、未来がここにある」。
- カラーリング：PRIMEnewsAKITA

上の段に『PRIME』、下の段に『news AKITA』と表記。
秋田テレビの夕方のニュース番組名が『（番組名）あきた』の表記になるのは、『FNNニュース555 ザ・ヒューマン』の秋田ローカルパートの『ザ・ヒューマンあきた』終了以来20年ぶり、秋田県内においても秋田朝日放送が『スーパーJチャンネルあきた』とその金曜版である『情報ニュースショートレタテ!』を合体させ、現在の『スーパーJチャンネルトレタテ!』としてスタートさせ、『スーパーJチャンネルあきた』の終了以来3年ぶりとなる。

## 放送時間

### 平日版
- 17:53 - 19:00

※県内ニュースは18:14 - 18:50に放送
※16:50 - 17:53は『プライムニュース イブニング』のタイトルで全編東京から放送

### 週末版
- 17:30 - 17:55

※県内ニュースは17:48頃から放送

## 番組の内容

### 平日版
| 期間     | 期間       | メインキャスター | メインキャスター | スポーツ・中継 | フィールドキャスター | 天気       |
| -------- | ---------- | ---------------- | ---------------- | -------------- | -------------------- | ---------- |
| 2018.4.2 | 2018.12.26 | 佐藤征潤         | 加藤未来         | 竹島知郁       | 細谷翠               | 津田紗矢佳 |
| 2019.1.4 | 2019.3.29  | 杉卓弥           | 加藤未来         | 竹島知郁       | 細谷翠               | 津田紗矢佳 |

### 週末版
- シフトでアナウンサーが出演

## AKT歴代の夕方ニュース
- 1969年10月1日開局  - 1976年3月31日『AKTニュース』
- 1976年4月1日 - 1978年3月31日『ニュース6:15あきた』
- 1978年4月3日 - 1989年3月31日『テレポートあきた』
- 1989年4月3日 - 1997年3月28日『スーパータイムあきた』
- 1997年3月31日 - 1998年3月29日『ザ・ヒューマンあきた』
- 1998年3月30日 - 2015年3月29日『AKTスーパーニュース』
- 2015年3月30日 - 2018年4月1日『AKT みんなのニュース』
- 2018年4月2日 - 2019年3月31日『プライムニュースあきた』
- 2019年4月1日 - 『Live News あきた』